# Cassero LGBT Center
Il Cassero LGBTI+ center è un'associazione di promozione sociale che ha avuto origine a Bologna nel 1977. Si prefigge come scopo la tutela dei diritti delle persone LGBTI+ e la promozione di attività culturali, artistiche, di intrattenimento e aggregazione sociale.

## Storia
Il primo nucleo di quello che poi divenne il Cassero si formò nel 1977 a Bologna, città da sempre pioniera nel campo delle lotte per i diritti della comunità LGBT, come "Collettivo Frocialista", all’interno dei movimenti studenteschi. Nel 1979 nacque il “Circolo di cultura omosessuale 28 giugno” che nel giugno del 1982 ricevette dal Comune di Bologna una sede presso il cassero di Porta Saragozza, una delle porte della terza cinta muraria di Bologna. Questo fu il primo caso in Italia del riconoscimento da parte di un’amministrazione comunale di una realtà associativa gay e lesbica. Nel 1985 il gruppo promosse la nascita dell’associazione nazionale Arcigay, cui aderì assumendo la denominazione di Circolo Arcigay Il Cassero.
Dal 2 marzo 2002, una nuova convenzione con il Comune di Bologna sposta il circolo Arcigay presso la Salara, parte della Manifattura delle Arti.

## La Salara
La sede del centro è la Salara. L'edificio, risalente al 1783-85, era un tempo adibito a magazzino del sale, in prossimità dello scalo dell'antico porto della città, che fu progettato da Jacopo Barozzi detto il Vignola nel 1548. È stato il più importante punto di approdo del sistema dei canali bolognesi, in uso fino al XVIII secolo.

## Organizzazione e attività

### Centro di Documentazione Flavia Madaschi
Nel 1982 nacque il Centro di documentazione Cassero come parte integrante dell’associazione Arcigay con l’intento di raccogliere, conservare e diffondere le testimonianze storiche e culturali del movimento lesbico, gay, bisessuale e transessuale e di promuovere una memoria e conoscenza attiva della storia LGBT. Dal 22 giugno 2015 il Centro di Documentazione è intitolato a Flavia Madaschi, storica attivista che fu Presidente di AGedO Bologna,  ed è attivo come biblioteca, videoteca, archivio specializzato sui temi della sessualità, dell’omosessualità e dell’identità di genere. Dal 1987 è convenzionato con l'Istituto Beni Artistici Culturali e Naturali (IBACN) della Regione Emilia-Romagna, dal 2001 aderisce al Servizio bibliotecario nazionale (SBN) e all'Archivio collettivo nazionale dei periodici (ACNP) e fa parte delle oltre cento biblioteche aderenti al Polo unificato bolognese.